# (21009) Agilkia
(21009) Agilkia est un astéroïde de la ceinture principale.

## Description
(21009) Agilkia est un astéroïde de la ceinture principale. Il fut découvert le 12 août 1988 à l'Observatoire de Haute-Provence par Eric Walter Elst. Il présente une orbite caractérisée par un demi-grand axe de 2,41 UA, une excentricité de 0,20 et une inclinaison de 3,0° par rapport à l'écliptique.

## Compléments